# Beiaard
Een beiaard, carillon of klokkenspel is een met een klavier bespeelbaar muziekinstrument, bestaande uit een of meer series klokken. Een beiaard bestaat uit ten minste 23 gegoten bronzen klokken in vaste ophanging, afgestemd in chromatische volgorde (dat wil zeggen, in halve tonen) die men samen harmonisch kan laten klinken. Gewoonlijk bevindt het instrument zich in een toren. In torens wordt het instrument zowel bespeeld met een klavier, met houten stokken en pedalen die zijn aangesloten op klepels, als door een automatisch speelwerk, dat kan zijn aangesloten op hamers aan de buitenkant van de klokken of op het klavier en daardoor op de klepels in de klokken. De beiaard is het zwaarste van alle bestaande muziekinstrumenten: bij de grootste exemplaren kan het gewicht van de klokken alleen al oplopen tot 100 ton. De grootste concentratie van beiaarden is nog steeds te vinden in de Lage Landen: Nederland, België en de Franse Nederlanden.

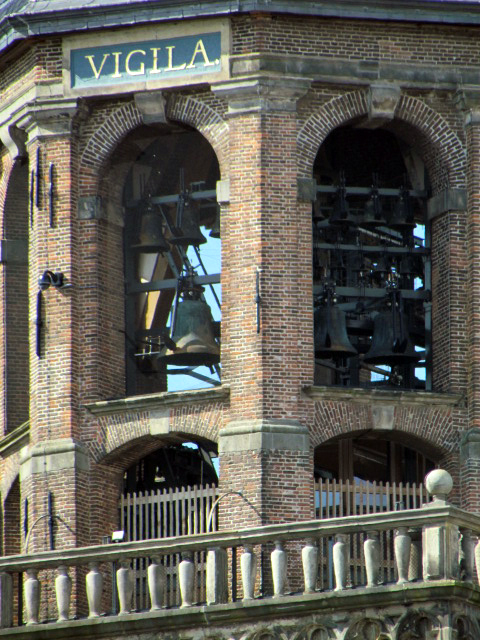
De oudst bestaande Hemonybeiaard hangt in de lantaarn van de toren bij de Grote of Lebuïnuskerk te Deventer; hij werd gegoten in Zutphen in 1647.

## Benaming

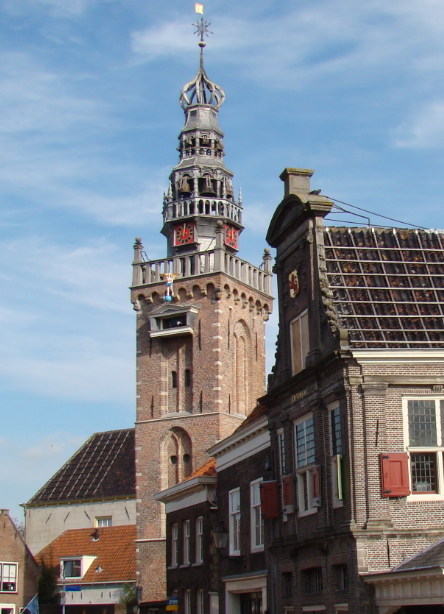
Speeltoren van Monnickendam

Volgens de definitie van de Beiaard Wereld Federatie (World Carillon Federation) is sinds 2011 een beiaard een muziekinstrument bestaande uit op elkaar afgestemde bronzen klokken en bespeelbaar door middel van een stokkenklavier. Alleen beiaarden van ten minste 23 klokken dan wel met een klokkenreeks die zich chromatisch of diatonisch uitstrekt over ten minste twee octaven, komen in aanmerking om carillon genoemd te mogen worden (dat wil zeggen twee chromatische octaven, zonder Cis en Dis in het laagste octaaf) of zoals het oudste carillon in Nederland met een stokkenklavier, van Monnickendam met slechts 15 klokken dus diatonisch over twee octaven.
Het woord carillon is een verbastering van quadrillon. In dat woord is het getal vier te herkennen. Het betekende oorspronkelijk een wekkering of voorslag, vier klokjes die een melodietje speelden om de uurslag aan te kondigen. Een beroemd voorbeeld daarvan vindt men in Engeland waar veel torens de Westminster chimes laten horen zoals op de Big Ben in Londen.
Het woord beiaard komt wellicht van het oudere woord beieren, waarmee bedoeld werd dat men verschillende klokken kon doen luiden door met riemen aan de klepels te trekken of er met hamers op te slaan (door een beierman). Ook zijn er mensen die beweren dat het woord beieren is afgeleid van baaierd, een verouderd woord voor chaos of 'de toestand van de aarde voor de schepping'. De beiaardier M/V. is dan degene die in deze wirwar van klanken orde aan moet brengen.

## Geschiedenis

### Ontstaan

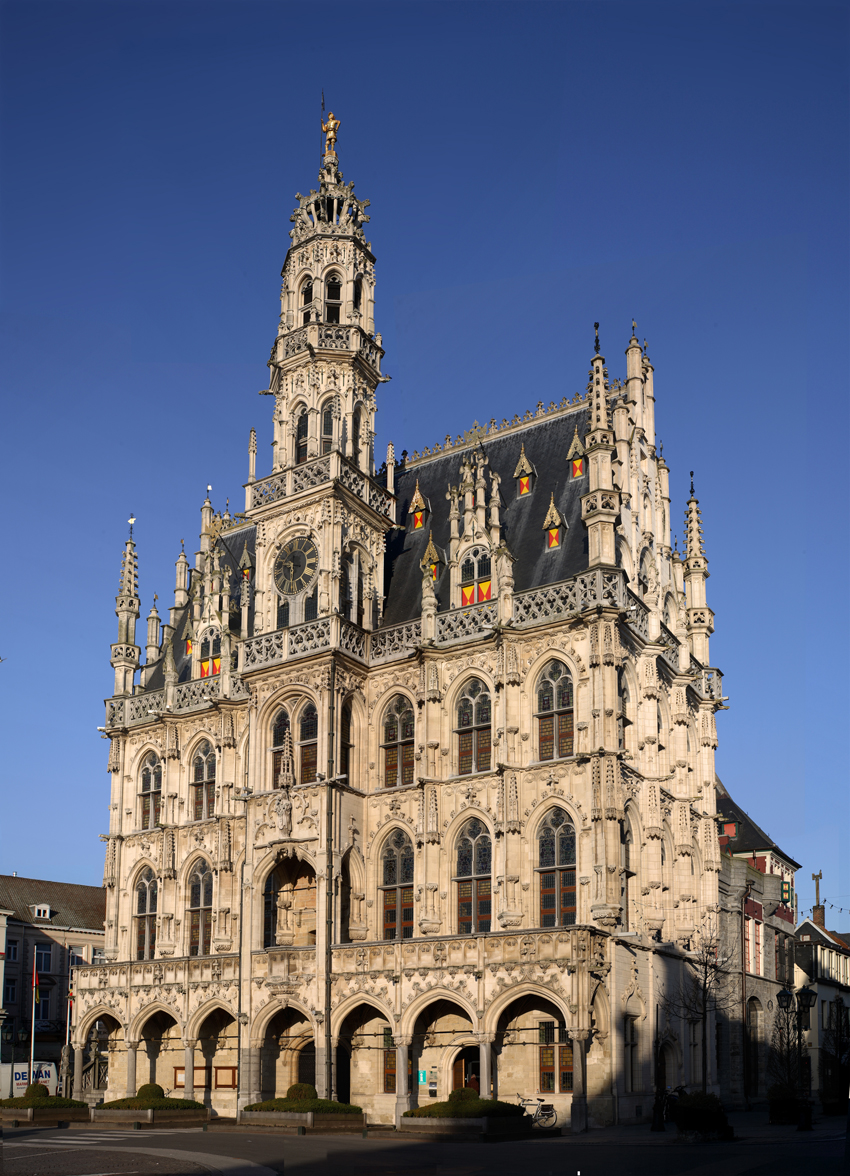
De eerste klokkentoren waarin een handbespeelbare beiaard (uit 1510) hing, in het stadhuis van Oudenaarde

Het instrument is in de Lage Landen in de 16e eeuw ontstaan, toen de rijkere steden hun belforten en kerktorens niet alleen voor het oog verfraaiden, maar ook een nieuw geluid toevoegden aan de torenklokken. De eerste echte beiaard zou gebouwd zijn in Oudenaarde in 1510.
Het was het resultaat van de voorafgaande evolutie op drie zaken:
1. Een verbetering van de giettechniek van bronzen klokken. Men slaagde er steeds beter in om aan klokken een juiste, en min of meer vooraf bepaalde toonhoogte mee te geven.
2. Een technologische evolutie in het raderwerk voor het overbrengen van bewegingen naar hamers, klepels, klokken. Wellicht is het daarom dat de eerste beiaarden ontstonden in steden die ook sterk stonden in de weef- en textielindustrie, waarvoor ook vrij ingewikkelde machines werden gebruikt. Naar analogie met het weefgetouw noemt men trouwens de gespannen horizontale draden tussen klavier en klok de schering.
3. Een nauwkeuriger tijdmeting. Het bekendmaken aan de stedelingen van het juiste uur, had een regulerende functie. Het aantal slagen van een slagklok gaf het uur aan. Omdat de burgers niet van tevoren wisten (ze hadden immers geen horloge) wanneer de klok zou slaan, moesten ze worden "verwittigd" om het aantal slagen te tellen. Dit verwittigen gebeurde door een "voorslag" van enkele kleinere klokjes. Het uitbreiden van die voorslag tot meerdere klokken van verschillende toonhoogte gaf de mogelijkheid kleine melodieën ten gehore te brengen. Als die klokken werden verbonden met een "stokkenklavier", waarop men manueel kon spelen, was er sprake van een beiaard of carillon.

Bovendien was de politieke situatie van Vlaanderen onder Margaretha van Oostenrijk en keizer Karel gunstig, met de relatieve vrede en rijkdom en de macht van de steden.
Begin 16e eeuw raakte de techniek in de grote Vlaamse steden verspreid, vanaf de tweede helft van de 16e eeuw sloeg de "mode" ook aan in de Noordelijke Nederlanden. Uit stadsrekeningen blijkt dat er met het bestellen van een beiaard vaak prestige gemoeid was. Het bleef wel een typisch instrument van de lage landen en Noord-Frankrijk. Uitzonderlijk vindt men het ook elders, maar dan als "curiosum" door heersers uit de lage landen meegebracht of geïmporteerd. Voorbeelden hiervan zijn de kathedraal van Sint-Petersburg of het paleis in het Portugese Mafra, een bestelling van koning Johan V van Portugal. Mafra heeft twee grote beiaarden uit 1730 met meerdere speeltrommels en slagwerken met samen 92 klokken. Slechts één beiaard, namelijk die van Willem Witlockx, is bespeelbaar opgesteld. De andere is van Nicolas la Vache, ook uit 1730, maar slecht van stemming en daarom niet gerestaureerd.

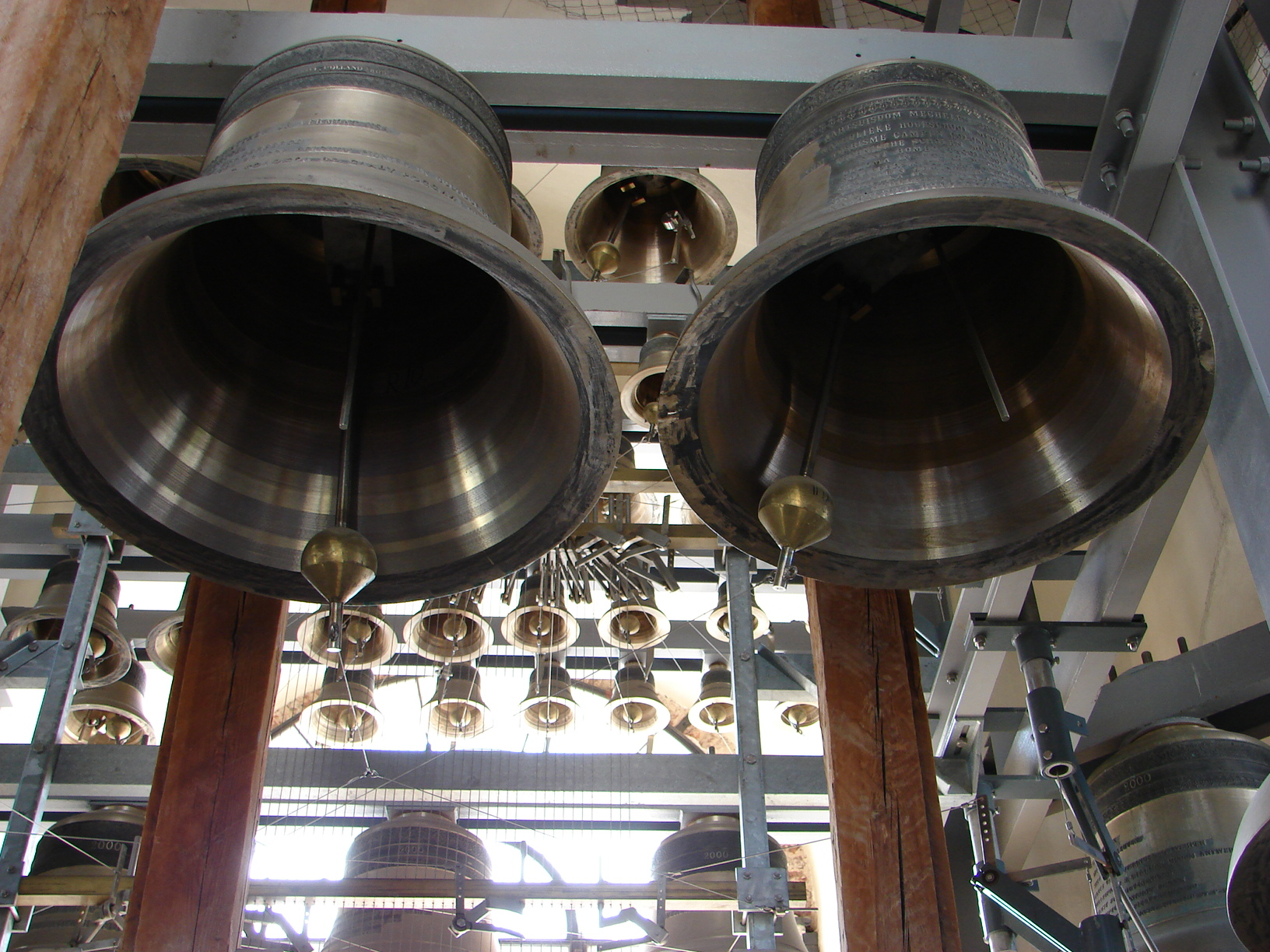
Carillon van Petit & Fritsen in de Petrus- en Pauluskathedraal in Sint-Petersburg

### 17e eeuw
Later werd de techniek steeds meer verfijnd: het aantal klokken nam toe, verbeteringen in de overbrengingstechniek, het aanbrengen van een "speeltrommel" om de tijd automatisch aan te geven en vooral het zuiverder stemmen van de klokken inclusief de boventonen van die klokken. Onder meer de beroemde klokkengieters, de gebroeders Hemony, die samenwerkten met de Utrechtse fluitspeler/beiaardier Jacob van Eyck in de 17e eeuw, ontwikkelden een techniek van het "stemmen" van klokken door het precies uitdraaien van iets te dik gegoten klokken in concentrische ringen op welbepaalde afstanden van elkaar in de klok. De toonhoogtes van de boventonen in een klok werden geverifieerd door middel van een klankstavenspel waarop zandkorrels lagen die bij het resoneren gingen bewegen in Chladni-patronen. Zodoende kon men de dikte van de klokwand aanpassen waarbij de juiste toonhoogte van alle boventonen werd bereikt. De Hemony's, die in een voormalig klooster in Zutphen hun atelier hadden, goten hun eerste beiaard voor de Wijnhuistoren te Zutphen in 1644. Spoedig volgden opdrachten voor beiaarden in Deventer, Enkhuizen, Doesburg, Amsterdam etc.
Ook de speeltrommel werd meer en meer geperfectioneerd, Jurriaan Spraeckel speelde hierbij regelmatig een belangrijke rol: naarmate het aantal klokken en de gecompliceerdheid van de composities en arrangementen toenam, moest er ook telkens een bredere speeltrommel met meer verticale sporen rond de trommel worden gemaakt. Een hoogtepunt in de beiaardcultuur werd bereikt rond 1750. Verschillende steden hadden meerdere beiaarden die elkaar beconcurreerden in omvang en pracht. Behalve beiaardspel door de beiaardier weerklonk op geregelde tijdstippen het klokkenspel, als onderdeel van de tijdsaanduiding. Achtmaal per uur was geen uitzondering. Aangezien de uurwerken van de verschillende klokkentorens niet precies gelijk liepen, was er wel altijd ergens een automatische beiaard actief. Reisverslagen van buitenlandse bezoekers hebben het over de Nederlanden "vol vrolijke klanken", maar ook over voortdurend hinderlijk "geklingel en geklep". Een soort muzak avant la lettre dus.

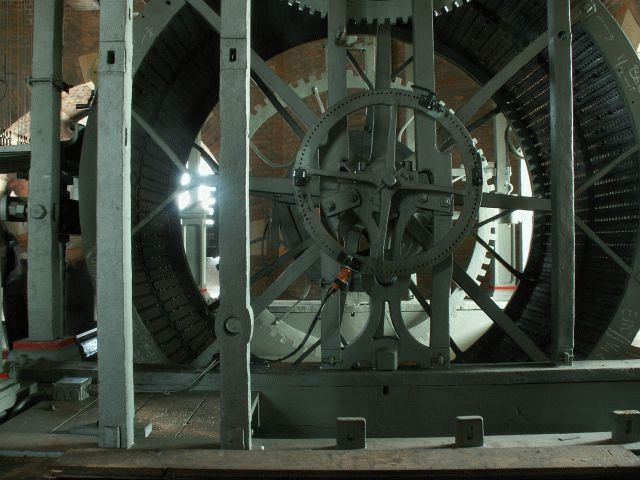
Binnenkant van oude speeltrommel op de toren van de Grote of Sint-Laurenskerk in Rotterdam. Links buiten de trommel zitten de lichters (het lichterbed).

Hoe vaker muziek moest klinken, hoe meer horizontale rijen of maten van "gaten gevuld met nootjes of pennen" een speeltrommel moest bevatten: hoe meer klokken de beiaard telde, hoe meer verticale sporen de trommel telde. Het bouwen (vaak ook het gieten) van zo'n omvangrijke trommel met bijbehorende in te schroeven nootjes werd een specialiteit op zich. François Hemony goot in 1661 de grote speeltrommel in Kampen en ook de speeltrommel in de Munttoren werd door Pieter Hemony gegoten. In 1748 bouwden Jan en Antoine de Hondt een trommel van twee meter doorsnede: 250 maten en 123 sporen (2 tot oorspronkelijk 6 sporen per klok) voor het Belfort van Brugge. Hendrik Joltrain dreef rond die tijd de capaciteit nog op door de trommel na één omwenteling langs de lichters, (het lichterbed) één spoor te doen opschuiven, gestuurd door het torenuurwerk. Tijdens de eerste omwenteling bespeelden de even sporen het klokkenspel waarop dan de melodie van het hele uur stond genoteerd en tijdens de tweede omwenteling de oneven sporen die de korte melodieën voor het halve uur en de kwartieren lieten horen. Een exemplaar van zo'n springtrommel is nog actief (2020) bij de beiaard op de Sint-Gummarustoren te Lier. Ook het Zeeuwse Middelburg had zo'n springtrommel op de Abdijtoren (of "Lange Jan") tot het bombardement op Middelburg op 17 mei 1940.
Het versteken van de nootjes om een andere melodie te laten horen was dus een heel karwei; soms met twee of drie man meerdere dagen in de toren. Meestal was dit ook de taak van de stadsbeiaardier; hij maakte ook het arrangement van het nieuwe repertorium. Met zijn pennen ("enen") en gaatjes ("nullen") programmeerde hij zo eigenlijk de oudste vorm van een computer. Hij moest zowel horizontaal, het samenklinken van akkoorden, als verticaal het ritme en verloop van de melodie, in de gaten houden, daarbij rekening houdend met de technische beperkingen van het instrument en de snelheid waarmee de trommel afgesteld was bij het draaien. In de 17e eeuw met relatief kleine beiaarden was het nog gebruikelijk de melodie om de twee maanden te wijzigen naargelang de gelegenheid, dikwijls met melodieën bij het bijbehorende kerkelijke feest of tijdvak. In de protestantse gewesten werd meestal een psalm op het hele uur gezet. Er werd alleen een uitzondering gemaakt in tijden van strenge vorstperiodes. In de maand mei werd op veel plaatsen op het hele uur een 'meilied of meideun' verstoken. In Gouda op de Sint-Jan gebeurt dit anno 2020 nog steeds.

### Verminderde aandacht
Het versteken van de melodie werd op het einde van de 18e en zeker in de 19e eeuw op veel plaatsen verwaarloosd en teruggebracht tot één versteek (vaak in de stille week voor Pasen) per jaar, dit mede omdat het zo'n omvangrijk werk was. (Begin 21e eeuw wordt in Nederland op de meeste oude trommels tweemaal per jaar verstoken in voor- en najaar.)

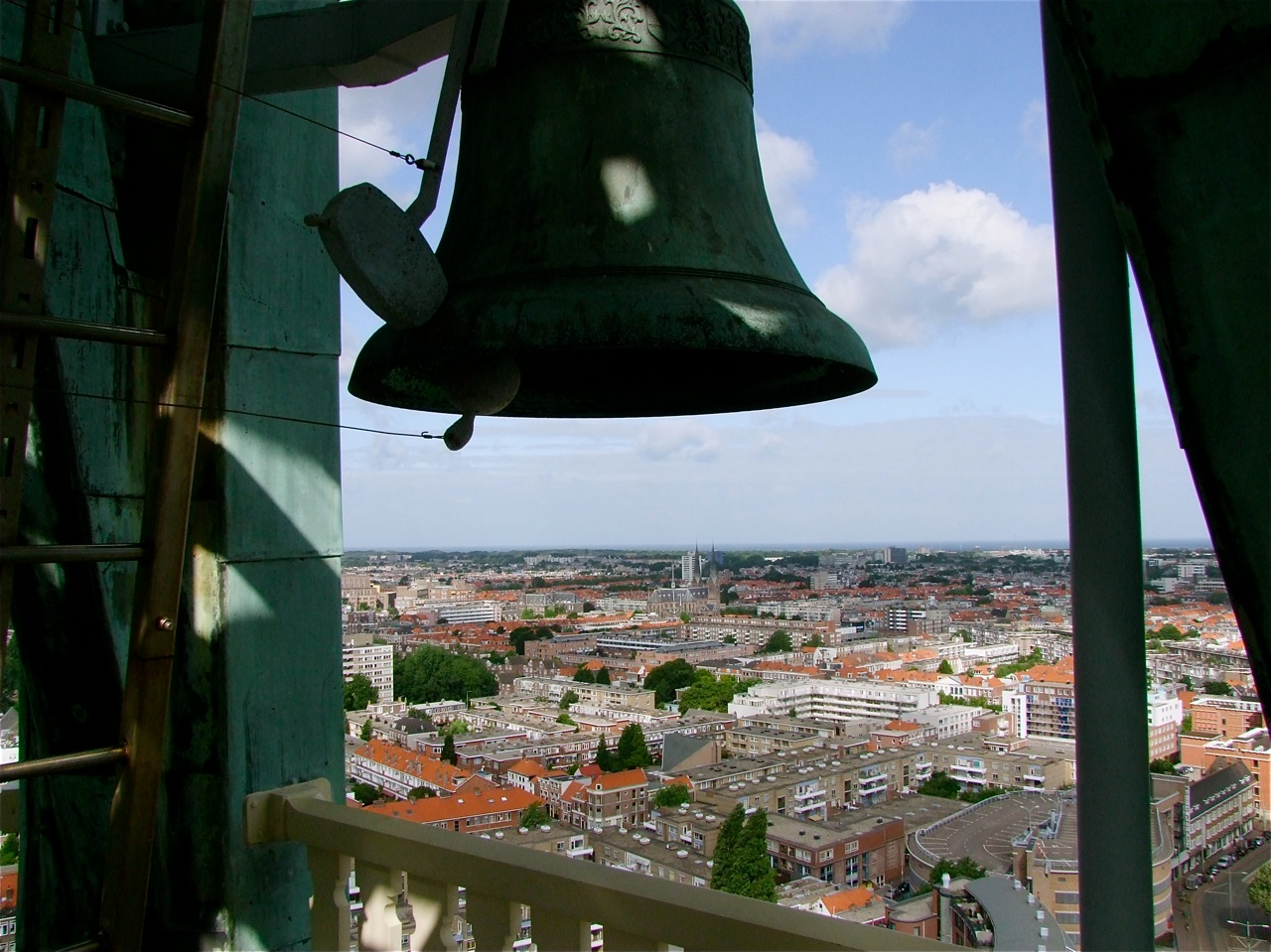
Klok in de lantaarn van de Haagse Toren

Met de Franse Revolutie kregen de beiaarden, vooral in de Zuidelijke Nederlanden een zware klap. Vele klokken werden geroofd, omdat de kerkelijke goederen in beslag werden genomen, al was hiertegen verzet van de bevolking. In tijden van oorlogen probeerde men klokken te verstoppen, of de klokken van de beiaard los te koppelen, zodat ze als "luidklok" behouden konden blijven. Veel door de vijand geroofde klokken werden gebruikt om versmolten te worden voor de oorlogsindustrie; brons was schaars in oorlogstijd. Dit gebeurde ook nog tijdens de Tweede Wereldoorlog in heel Nederland. In België werden de meeste beiaarden gespaard van vordering, wel gingen veel luidklokken naar de oorlogsindustrie in Hamburg. Na de oorlog bleken nog veel klokken uit Nederland en België in de opslag aanwezig. In 1946 verrichtte de Amerikaan Persival Price er onderzoek naar. Een transport van klokken in een schip was gesaboteerd door het in het IJsselmeer af te zinken bij Urk. Na 1945 werd dit schip gelicht en werden de klokken teruggegeven aan hun eigenaren. Ook de klokken uit de opslag in Duitsland kwamen bij hun eigenaren terug. Toch was er veel verloren gegaan.
In het noorden verminderde ook het aanzien van de beiaard in de 19e eeuw. Behalve het reeds vermelde (te) omslachtige versteken van de melodieën, werd het aantal bespelingen van vier keer tot eenmaal per week teruggebracht, meestal tijdens de weekmarkt. Bespelingen werden geschrapt, niet alleen omdat de beiaardmuziek als "frivool" werd ervaren maar ook omdat het bespelen van een beiaard als (te mijden) "zware arbeid" werd bestempeld, wat niet geheel onterecht was: slecht onderhouden beiaarden vergden inderdaad heel wat fysieke inspanningen bij het bespelen, soms na een vermoeiende torenklim. In de noordelijke Nederlanden werden het aantal bespelingen meestal terug gebracht tot één per week op de marktdag en het versteken wat tot dan elke maand gebeurde werd terug gebracht tot een- of tweemaal per jaar. Ook de zo geprezen techniek van het stemmen van klokken raakte verloren. Voor musici die meestal ook de orgels in de kerken van een stad bespeelden, was er ook meer en lucratiever werk in concertzalen en huiskamers dan op een tochtige toren. Vaak waren organisten ook dirigent van de plaatselijke muziekvereniging zoals harmonieorkesten en koren.

### Hernieuwde interesse
Vanaf eind 19e eeuw, met de neogotiek kreeg de beiaard meer aanzien terug. Mede dankzij het "heruitvinden" van de techniek van klokkenstemmen door de Engelse kanunnik Arthur B. Simpson, en iets eerder in Frankrijk door Amédée Bollée en zonen. Die wisten in 1874 door het gieten en stemmen van een carillon op de toren van de Johannes de Doperkathedraal in Perpignan een min of meer zuiver gestemde beiaard af te leveren. Jef Denyn had ook een groot aandeel in de heropleving van de beiaard, onder meer door een reeks avondconcerten op de beiaard van de Sint-Rombouts in Mechelen te starten. Treinladingen mensen kwamen erheen om te luisteren naar dit wonderlijke spel in de avond.
De beiaard ontwikkelde zich ook meer en meer als een zelfstandig instrument, los van torenuurwerken of kerken. Meestal was het een prestigeproject van rijke edellieden, of mecenassen. Een beroemd voorbeeld is de beiaard in de universiteitsbibliotheek van Leuven. Het instrument telde (oorspronkelijk) 48 klokken, omdat de bibliotheek na de brand tijdens de Eerste Wereldoorlog werd herbouwd met geld van de (destijds nog) 48 staten van Amerika. Ook Rotterdam kreeg op het stadhuis een grote beiaard in 1920, geschonken door rijke inwoners: de gebroeders van Ommeren van het gelijknamige havenbedrijf. Het stadhuis bleef bij het bombardement op Rotterdam in 1940 gespaard, de klokken werden echter door de Duitsers geroofd. Na de oorlog kwam er een nieuw instrument. Een ander voorbeeld is een reizende beiaard, die op een wagen is geplaatst, zodat hij kan meerijden in optochten of folkloristische stoeten en waarmee een beiaardier concerten kan geven op elke gewenste locatie. Er zijn ook demontabele reizende beiaarden gebouwd die in een aanhanger kunnen worden vervoerd. Reizende carillons zijn meestal eigendom van een klokkengieterij of particulier. Sommige gerenommeerde beiaardiers onder wie Boudewijn Zwart, Frank Steijns en in Vlaanderen Koen van Assche bezitten zo'n instrument. Deze laatste spreekt van een 'bronzen piano'.
Na de Eerste Wereldoorlog werd de beiaard ook "ontdekt" in het buitenland, met name in de Verenigde Staten, Australië, Japan en Korea. In de landen die tijdens de oorlog veel soldaten verloren hadden op de Vlaamse slagvelden, werd tevens een aantal beiaarden gebouwd als 'herdenkingsbeiaard' of 'vredesbeiaard' (war memorial carillon): in de Verenigde Staten drie, in Canada eveneens drie, in Australië twee en in Engeland, Zuid-Afrika en Nieuw-Zeeland telkens een. Ook in de rest van Europa kwamen er nieuwe beiaarden bij. In Japan won de beiaard voornamelijk aan populariteit sedert een uitwisselingsprogramma in 1985 tussen Hasselt en Itami.

### UNESCO
UNESCO – de VN-organisatie voor onderwijs, wetenschap, cultuur en communicatie – erkent sinds november 2014 de beiaardcultuur in België als beste praktijk in het beschermen van immaterieel cultureel erfgoed. Op 18 september 2015 werd de oorkonde door UNESCO overhandigd in het Brusselse stadhuis. In augustus 2014 werd bekendgemaakt dat de beiaardcultuur in Nederland wordt erkend als immaterieel (cultureel) erfgoed.

## Gieterijen
In 1980 sloot de laatste klokkengieterij in Vlaanderen, de Leuvense firma Sergeys, haar deuren. Hiermee kwam een einde aan een traditie van 500 jaar beiaardbouw in Vlaanderen. In Nederland bestaan anno 2015 nog de klokkengieterijen van Simon Laudy in Finsterwolde en Eijsbouts in Asten. De Petit & Fritsen in Aarle-Rixtel sloot haar deuren in 2014 na overname door Koninklijke Eijsbouts.
Overige befaamde carillonklokkengieters zijn John Taylor & Co in Loughborough (Verenigd Koninkrijk), Paccard in Sévrier (Frankrijk), Grassmayr in Innsbruck (Oostenrijk) en Rudolf Perner in Passau (Duitsland) die als een van de weinigen zijn klokken in met leem gevormde mallen of sjablonen goot; bij de moderne gieters gebeurt dit met vuurvaste chamotte cement. Ook deze gieterij heeft in 2015 haar werkzaamheden beëindigd.

## Massa

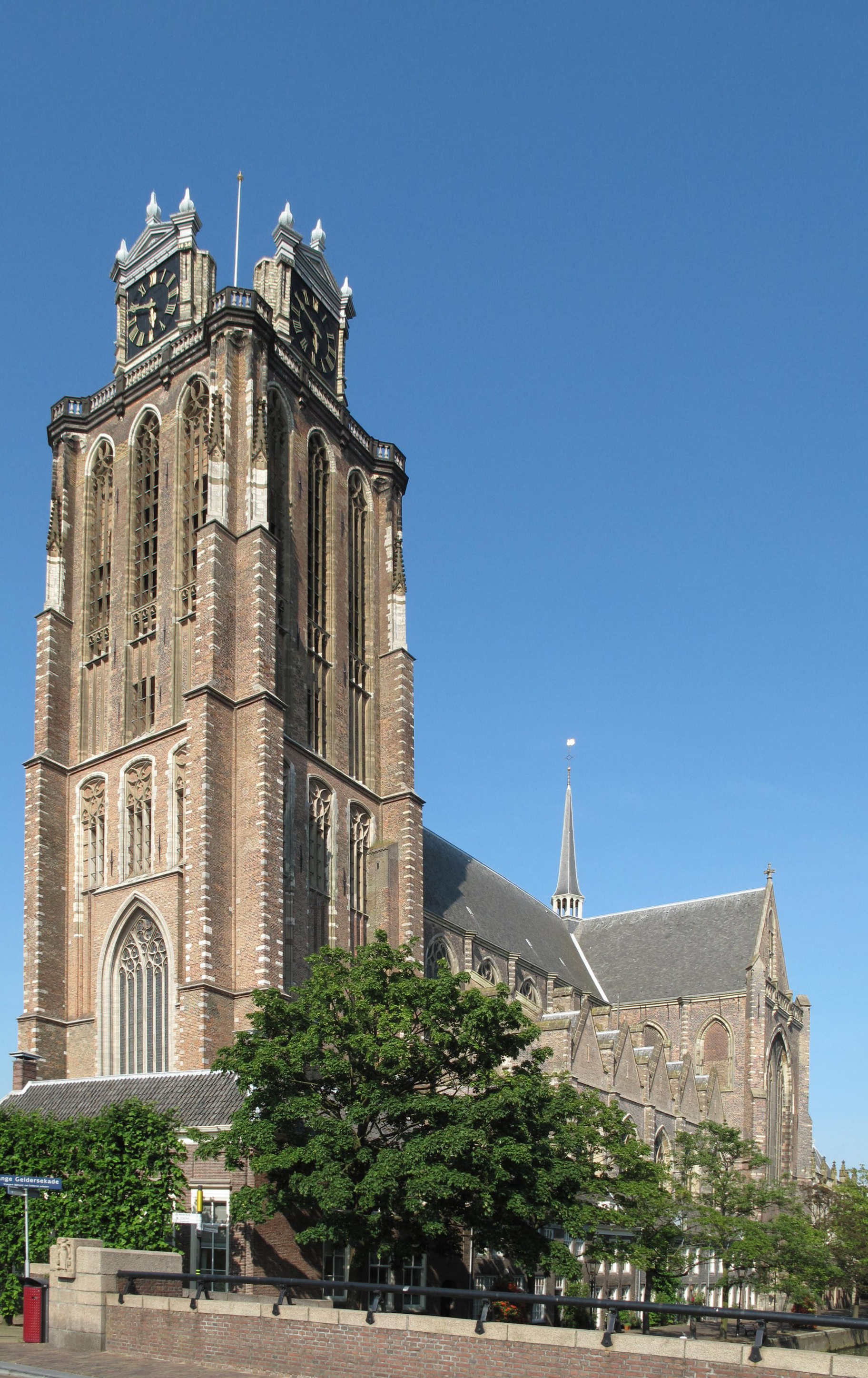
In de toren van de Grote of Onze-Lieve-Vrouwekerk van Dordrecht bevindt zich de zwaarste beiaard van Nederland.

Het gewicht van een klok hangt samen met de toonhoogte. Een klok die acht keer zo zwaar is, is een octaaf lager. De totale massa van een chromatische beiaard is ruim zes keer de massa van de zwaarste klok. Deze waarde bestaat voornamelijk uit de massa van de zwaarste klokken en is nauwelijks afhankelijk van het aantal klokken. Om de massa te beperken worden vaak de weinig gebruikte tweede en vierde klok van de chromatische reeks weggelaten. Dat geeft een grote besparing: de totale massa is dan minder dan vijf keer de massa van de zwaarste klok.
De zwaarste klok kan elke toonhoogte hebben, afhankelijk van de kosten en de beschikbare ruimte. Een beiaard is daardoor vaak transponerend. De laagste toets is meestal c, maar klinkt bijvoorbeeld als B (lager dus zwaarder) dan wel d, es of g (hoger dus lichter).
Zoals gezegd worden de tweede (cis) en vierde (dis) klok vaak weggelaten. Op de speeltafel ziet men dan c d e f fis g enzovoort.
De beiaarden van voor 1800 zijn vrijwel allemaal gestemd in de middentoonstemming. De basis voor die stemming wordt dan genomen naar de toonhoogte van de C op het klavier. Het spelen op een beiaard in middentoonstemming uit de 17e of 18e eeuw geeft beperkingen in de muziekkeuze. Op zo'n instrument kan de meeste muziek van latere tijd vaak toch gespeeld worden en klinkt volgens de kenners zelfs veel fraaier; soms moet hiervoor eerst de muziek worden getransponeerd om in de zuivere toonsoorten van deze stemming te komen. Moderne muziek krijgt bij uitvoeren op oude reine stemmingen een extra dimensie.
De muziek wordt genoteerd op twee notenbalken, zoals voor andere klavierinstrumenten. De bovenste balk is voor het manuaal, de onderste voor het pedaal. Er wordt gebruikgemaakt van een viool- en een bassleutel.

## Beiaardmuziek
Het schrijven van beiaardmuziek is voor componisten wel een aparte uitdaging. Om te beginnen is sterk modulerende muziek in meerdere toonaarden moeilijk door de fysieke beperkingen van het beiaardklavier: de grote diepteval tussen beide rijen toetsen maakt het aanslaan van 2 noten tegelijk soms onmogelijk. Voorts heeft een beiaard een toonomvang die veel kleiner is dan bijvoorbeeld een piano. Naargelang het aantal klokken varieert die van twee tot vier octaven voor een beiaard, terwijl een piano er zeven telt. En dan is er nog de vaak intense nagalm van vooral de zwaardere klokken, die de melodie kan verstoren.:p.42
Bekende beiaardcomponisten waren Matthias van den Gheyn (1721-1785), Jan Frans Volckerick (1815-1897), Jef Van Hoof (1886-1959), Staf Nees (1901-1965), Jef Rottiers (1904-1985) en Jef Denyn (1862-1941).
Een samenspel van beiaard en andere instrumenten is wel mogelijk, maar zelden geslaagd. De beiaard speelt over het algemeen veel te luid voor de meeste andere concertinstrumenten. Er bestaan wel een paar composities (eind 20e, begin 21e eeuw) met een combinatie van beiaard met elektronische media, want die kunnen naar believen versterkt worden. Een wel meer voorkomende combinatie is het samenspelen van een fanfare met een (meestal mobiele) beiaard.

## Bespeling

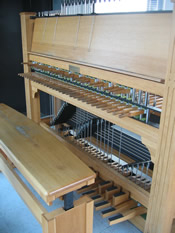
Beiaard(stokken)klavier (Amerikaans model) met verstelbare bank en pedaal

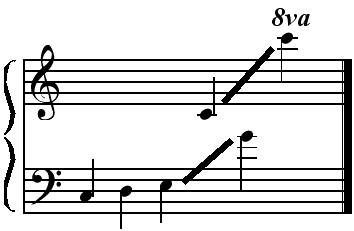
Omvang van manuaal en pedaal van een vieroctaafs beiaard. (De werkelijke toonhoogte kan afwijken.) Boven manuaal, onder pedaal. De Cis en Dis ontbreken in het laagste octaaf, verder is de omvang chromatisch. Pedaal en manuaal hebben een aantal klokken gemeenschappelijk.

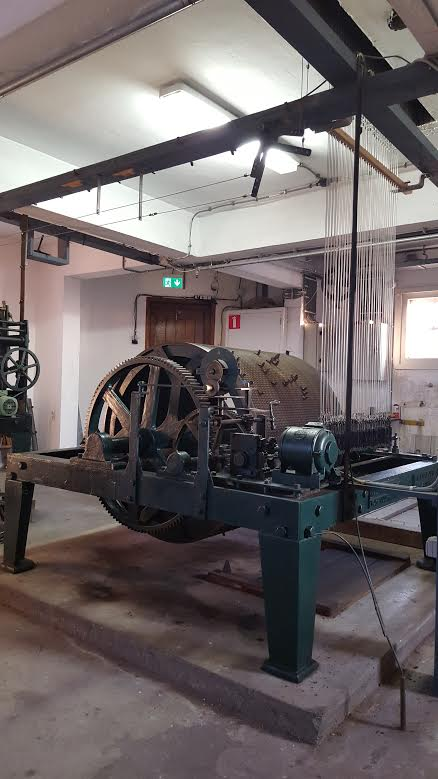
Speeltrommel uit de jaren dertig van de 20e eeuw. Bergen op Zoom, stadstoren 'de Peperbus'

Iemand die een beiaard bespeelt, heet beiaardier (m/v) of ook wel klokkenist, hoewel dit tegenwoordig ook de functionaris kan zijn die de technische installaties onderhoudt.
De toetsen van de speeltafel zijn houten stokken die gegroepeerd zijn als de toetsen van een piano. Men spreekt ook wel van witte en zwarte toetsen, hoewel de stokken niet gekleurd zijn. De beiaardier bespeelt de toetsen met de pink van zijn losjes gebalde vuisten, of, als hij twee toetsen tegelijk wil indrukken, met duim en vingers. Meestal is er ook een pedaal, dat met de voeten wordt bespeeld. De manier van spelen verschilt per land. De Nederlandse speelstijl was meer met rechte handen. Hier te zien op de Amsterdamse Westertoren
Het pedaal van een 'grote' speeltafel (4 octaven) is vaak zo ingericht dat de c van het pedaal (dit is meestal de laagste toon) zich recht onder de (een octaaf hogere) c' van het manuaal bevindt. Bij het pedaal van een 'kleine' speeltafel (3 octaven) ligt de c' van het pedaal meestal recht onder de (even hoge) c' van het manuaal. Het pedaal van een 'kleine' speeltafel is dus een octaaf hoger dan van een 'grote' speeltafel. Dit zijn twee relatief veel voorkomende varianten. Er bestaan echter veel meer varianten zoals de Waalrese variant waarbij een drie-octaafs carillon de pedaalligging heeft van een 4-octaafs instrument. Beiaarden van 2 of 5 octaven en tussenliggende omvang hebben weer andere afwijkende klavieren.
Er is geprobeerd, tenminste op Europese schaal, om een standaardklavier te bewerkstelligen maar dat is slechts ten dele gelukt, omdat niet alle beiaardeigenaren zich aangesloten hebben bij de besluiten van een standaardisatiecommissie onder leiding van Jos D'hollander. De reden is vaak dat de vorm van de beiaard en dus ook van het klavier sterk afhankelijk is van de beschikbare ruimte in de toren. Zo heeft het Amerikaanse klavier andere toetsvormen en onderlinge afstanden; bovendien wijkt het pedaal af van wat in Europa gebruikelijk is (is vaak waaiervormig ergonomisch). Bij de meeste klavieren hebben de pedaaltoetsen het draaipunt achter in het klavier, bij de 17e-eeuwse Hollandse klavieren was oorspronkelijk het orgelpedaal in zwang met het draaipunt onder de bank. Enkele van deze oude klavieren bevinden zich nog in de Wester- en Zuidertoren in Amsterdam. In de laatste is dit oude klavier sinds 2018 weer speelbaar aanwezig compleet met een goed werkend broeksysteem voor verbinding van de toets naar de klepel. De historische Vlaamse variant is te zien in museum het Vleeshuis (Antwerpen). Het pedaal omvat ongeveer anderhalf octaaf, dus ook bij een 'groot' klavier hebben het pedaal en het manuaal tonen gemeenschappelijk. Drukt men een pedaaltoets in, dan gaat de gelijkklinkende manuaaltoets ook omlaag. Dit geschiedt door aanhangen met een systeem van tuimelaars in het klavier. Een toets is met een stelsel draden verbonden aan de klepel van een klok. Ook hierbij wordt minstens één gerichte tuimelaar gebruikt, namelijk om de verticale beweging van de toets om te zetten in een horizontale beweging van de klepel. In grotere klokkenkamers vind je de klokken op rijen en een rek met tuimelassen (het systeem van Jef Denyn). Het oudere broeksysteem, wat in de kleine Hollandse torens veel voorkwam, geeft (door meestal slechte aanleg) de beiaardier minder controle over de bespeling van toets naar klepel en wordt voor handspel nog zelden toegepast; tegenwoordig hebben dit soort lantaarnvormige torens gerichte tuimelaars die een betere controle tussen toets en klepel bewerkstelligen. Met uitzondering van de Zuidertoren in Amsterdam. Het broeksysteem is in kleine torens nog wel veel in gebruik voor overbrenging van de speeltrommel naar de speelhamers van het automatische spel.
Als een toets zo ver mogelijk wordt ingedrukt komt de klepel net niet tegen de klok. Om de klok te laten klinken moet de toets met enige kracht worden aangeslagen. De klepel valt dan direct weer terug, ook als de toets ingedrukt blijft, zodat de klok vrij kan klinken. Voor iedere bespeling moeten de draden worden afgeregeld omdat deze door temperatuurwisseling krimpen of uitrekken.
Door de toets iets terug te laten komen en weer aan te slaan klinkt de klok opnieuw. Zo is het mogelijk een klok snel herhaaldelijk te laten klinken (tremolo). Als de klokken in een galmende ruimte hangen zijn de aparte aanslagen nauwelijks meer van elkaar te onderscheiden, en lijkt het alsof de klok continu in trilling is. Het tremolo spel is vooral beroemd geworden in Vlaanderen door Jef Denyn stadsbeiaardier van Mechelen.
De handmatige bespeling is in onze tijd bij voorkeur mechanisch via een stokkenklavier. Hierdoor kan de beiaardier nuances in zijn spel leggen die met automatisch spel, of met een elektrische verbinding zoals met een keyboard, niet zo goed mogelijk zijn. Weliswaar bestaan er nu ook automatische systemen die piano en forte kunnen spelen op de klokken; maar de ware musicus prefereert een stokkenklavier wat rechtstreeks mechanisch is aangesloten op de klepels in de klokken.

### Automatisch speelwerk

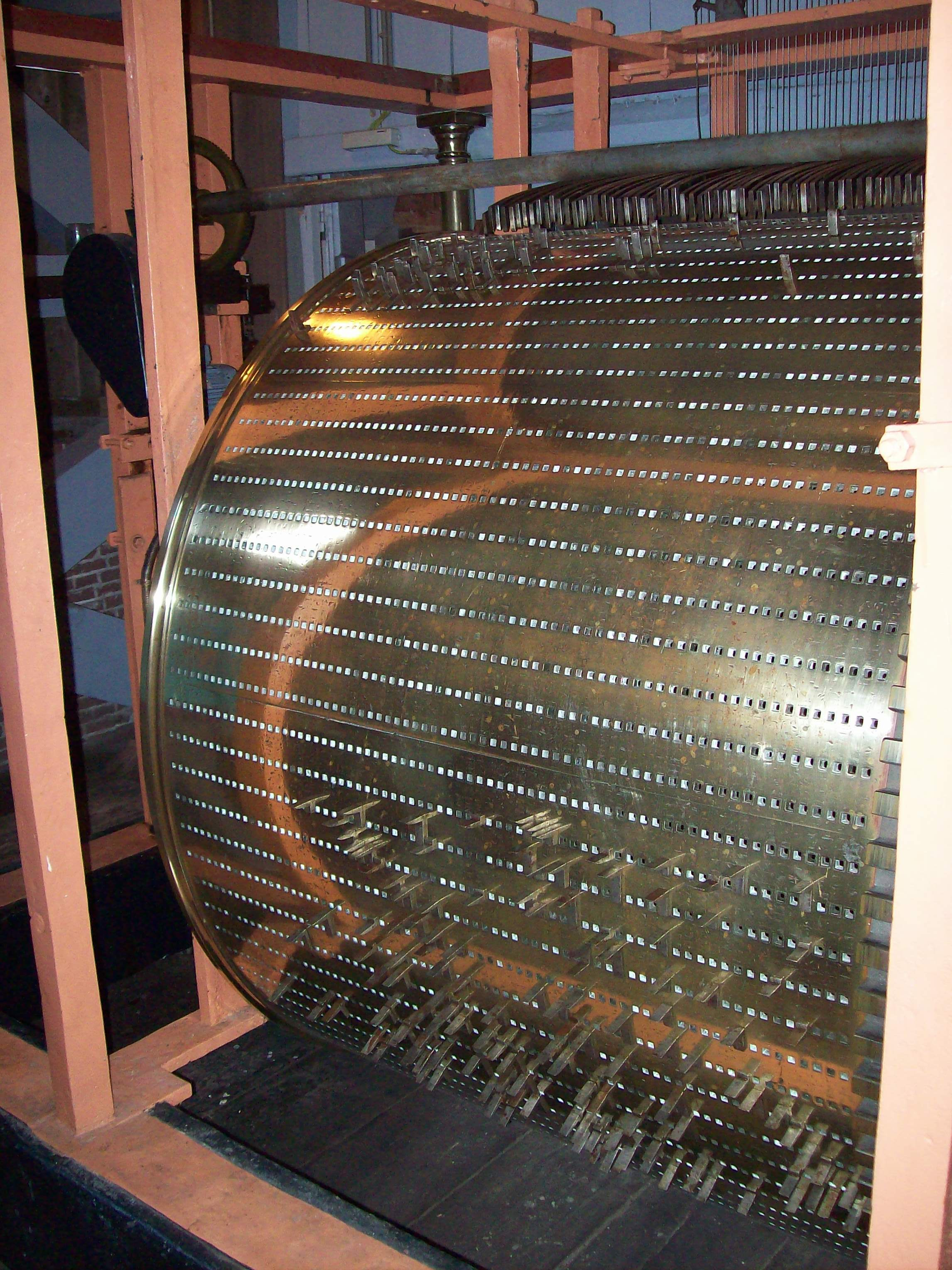
Speeltrommel op de toren van de Grote Kerk van Nijkerk. De lichters (het lichterbed) liggen hier boven op de glimmende bronzen trommel.

Bijna alle beiaarden in Nederland en België zijn naast een handspel ook ingericht om de tijd met de klokken automatisch te melden met een korte melodie. Dit gebeurde vanaf de 16e eeuw door middel van een speeltrommel, dat is een grote cilinder van ongeveer anderhalve meter doorsnee met 40 tot over de 100 verticale sporen rondom. Aan de buitenkant van deze cilinder of trommel worden metalen pinnen (nootjes) gezet die door een helper aan de binnenkant worden vastgeschroefd; we noemen dit versteken. Er bestaan nootjes in verstelbare vorm: deze werden op een liniaal tegen de trommel gezet en vastgedraaid, waarna de trommel werd doorgedraaid naar het volgende te maken akkoord. Op welke plek dat akkoord moet komen is tijdens het versteken te zien op een wijzerwerk naast de trommel. Dit systeem van schuifnootjes kwam rond 1900 in gebruik. De oude trommels van Enkhuizen, den Haag, Gouda, Utrecht en Maastricht werden er voor verbouwd en de nieuwe speeltrommels werden ermee uitgerust. De meeste oude speeltrommels hebben echter nog steeds het systeem van vaste notenwaarden van 1 tot 8 binnen een trommel maat, met vaak combinatienootjes zodat één hamer meerdere keren achter elkaar kan slaan binnen een trommelmaat. De luxueuzere speelwerken, vooral de trommels uit de 18e eeuw, hebben daarnaast ook soms een 1- tot 12-notenstelsel zodat triolen kunnen worden verstoken binnen een trommelmaat. (Trommelmaat is de verticale afstand tussen de horizontale rijen gaten in de trommel)
Op het moment dat de trommel door het uurwerk in beweging wordt gebracht, tillen de nootjes de tuimelaars op die in verbinding staan met de hamers aan de buitenkant van de klokken. De hamers voor het automatische spel zijn onafhankelijk van de klepels voor handmatig spel binnen in de klok. Er zijn vaak meer hamers op één klok om een snelle repetitie op dezelfde toon mogelijk te maken. De hamers worden opgevangen door een bladveer zodat ze de klok na het slaan niet afdempen.
Op het moment van vrij zetten door het uurwerk loopt de trommel als hij nog op gewichten loopt één maat door, waarop wat nootjes worden gestoken. Dit noemt men de 'voorslag' of 'verwittiging', ook wel 'de klik'. In Mechelen noemt met deze klik de 'kleine rammel'. Op elk kwartier van het uur klinkt dezelfde langere melodie. De speeltrommel werd op veel plaatsen vroeger helemaal vol gestoken met bijvoorbeeld 75 maten muziek voor heeluurspel, 20 voor half- en 5 maten op de kwartieren. De klik halverwege elk kwartier had maar 1 maat nodig, in Mechelen noemt men deze het Mechels halfke. De speeltrommel wordt aangedreven met een zwaar gewicht, vaak een afgeschreven kanon, tegenwoordig is dat gewicht bij veel oude speelwerken vervangen door een elektrische motor en daardoor is de voorslag op 7,5 minuut komen te vervallen. Deze aandrijving geschiedt door de motor op de windvleugel-as te plaatsen. Deze as remde de trommel met een windvleugel toen het speelwerk nog op gewichten liep. Hierdoor gaat het speelwerk schokkend en onregelmatig spelen. In Gent op het Belfort heeft men in 2017 deze fout hersteld door de trommel weer op zijn oude plek met een gewicht aan te drijven. Bij elektrische aandrijving zijn de melodieën vaak een heel stuk korter en niet meer gebonden aan de vaste maateenheden. Dit komt doordat de beiaardier de melodie soms op dubbele snelheid versteekt waardoor het ritme regelmatiger wordt. De snelheid van de trommel wordt dan verhoogd.
Omdat het carillon dag en nacht op ieder tijdstip van het uur dezelfde melodie speelt, weten de mensen zonder klok te kijken hoe laat het is. Na het heeluurspel geeft de bourdon dat is de zwaarste klok in de toren de slagen voluit voor het bijbehorende uur. Op half gaat dat ook zo, maar dan op een lichtere klok. Dit systeem van tijdmelding noemt men de Hollandse slag. De speelwerken spelen al sinds de 16e eeuw dag en nacht.
Tegenwoordig geschiedt automatisch carillonspel bij nieuw gebouwde instrumenten haast altijd door elektromagnetisch werkende hamers of klepels, die bestuurd worden door een draaiorgelboek, een ponsband of een computerprogramma. Een modern computergestuurd systeem werkt met luchtpistons op het beiaardklavier; dit noemt men een pneumaat of carillair. Voordeel hiervan is dat er geen dure hamers nodig zijn; bovendien zou het mogelijk de bespeelbaarheid van het stokkenklavier beter in vorm houden. Nadeel is dat de stalen draden door temperatuurwisselingen uitzetten en krimpen, zodat het handmatig afregelen noodzakelijk blijft (bij handbespeling doet de beiaardier dat voordat hij begint met spelen). Dit nalaten kan schade veroorzaken. Deze pneumaat of carillair hoeft niet te worden verwijderd om de klokken handmatig te bespelen; de pistons zitten achter de lessenaar.
Het is met deze moderne systemen eenvoudiger dan bij de vroegere speeltrommels om een andere melodie in te stellen – men hoeft alleen de ponsband of het computerprogramma te vervangen of de muziek op een keyboard in te spelen en daarna bij te werken op het computerscherm. Het gaat tegenwoordig bij sommige systemen zelfs zo ver dat de beiaardier deze werkzaamheden thuis kan verrichten, waarna de gegevens via een telefoonverbinding naar de computer in de toren worden gezonden. Hij hoeft er dus niet eens de trap in de toren voor te beklimmen. Ook is een voordeel bij het computersysteem dat daarbij de oude melodieën niet verloren gaan, wat bij het versteken van een speeltrommel wel het geval is.

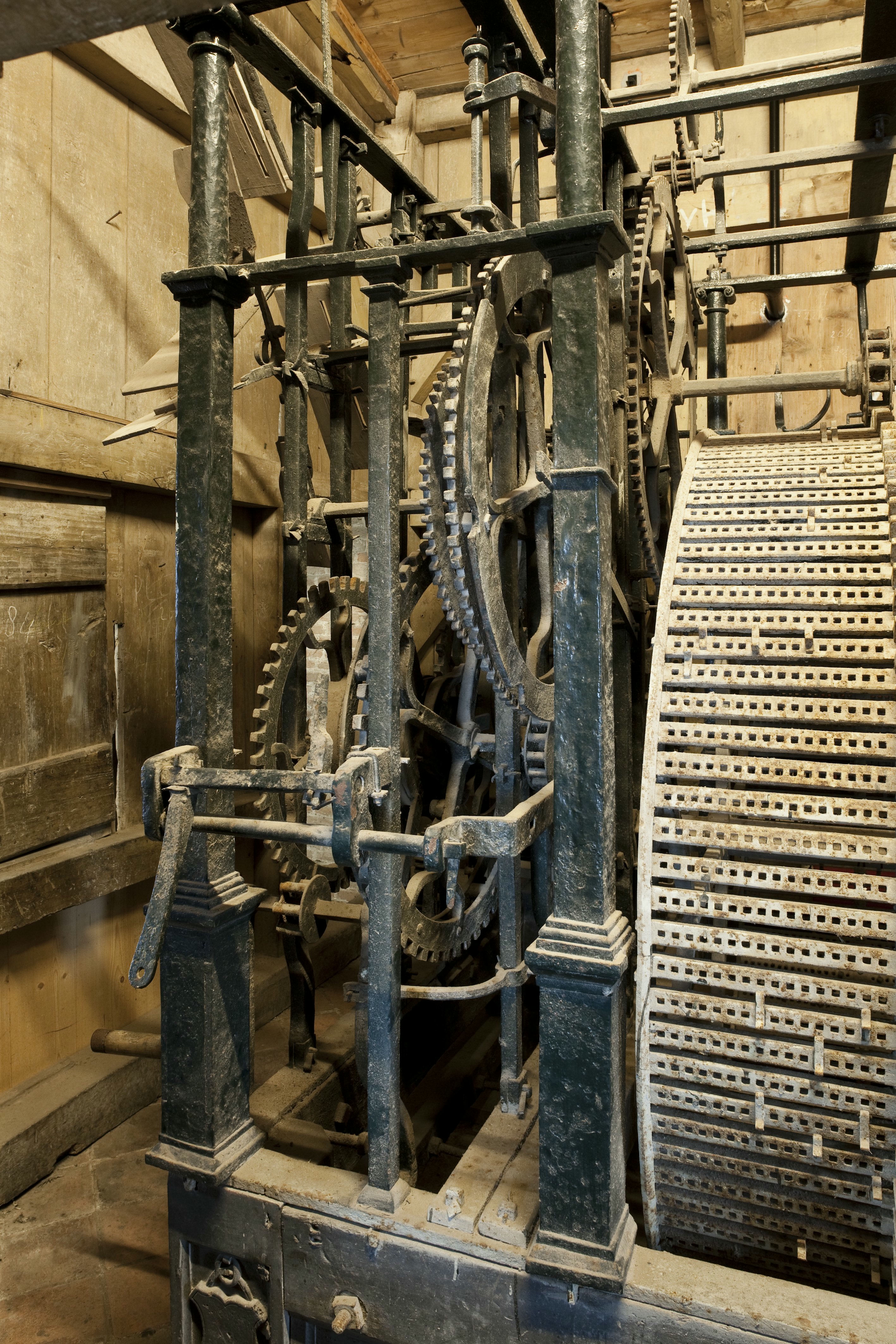
Het 16e-eeuwse uurwerk en de speeltrommel in Brielle zijn buiten gebruik
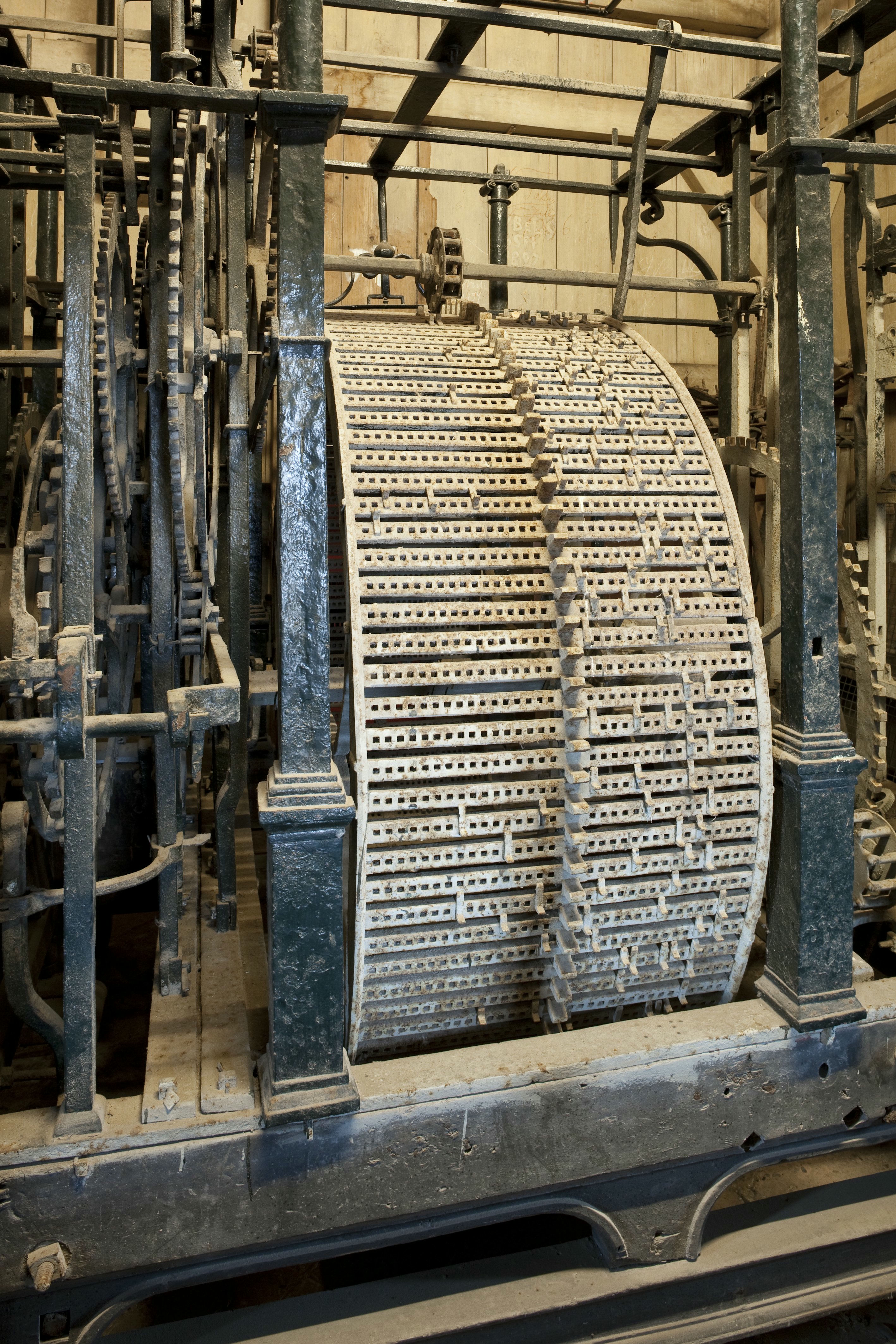
Achterzijde van de 16e-eeuwse speeltrommel en uurwerk van Brielle
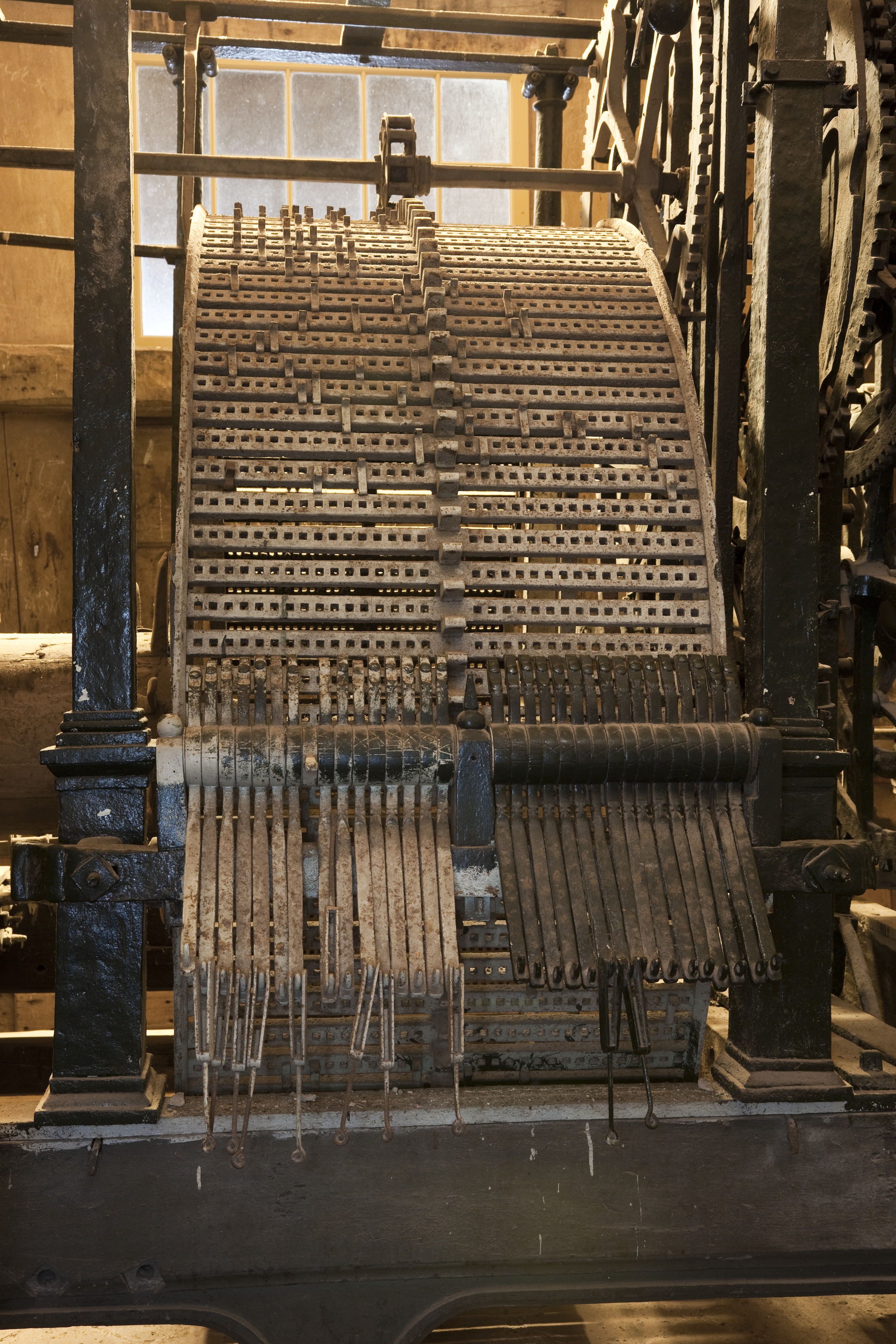
Voorzijde van het 16e-eeuwse uurwerk en speeltrommel met het afgekoppelde lichterbed in de Sint-Catharijnetoren te Brielle
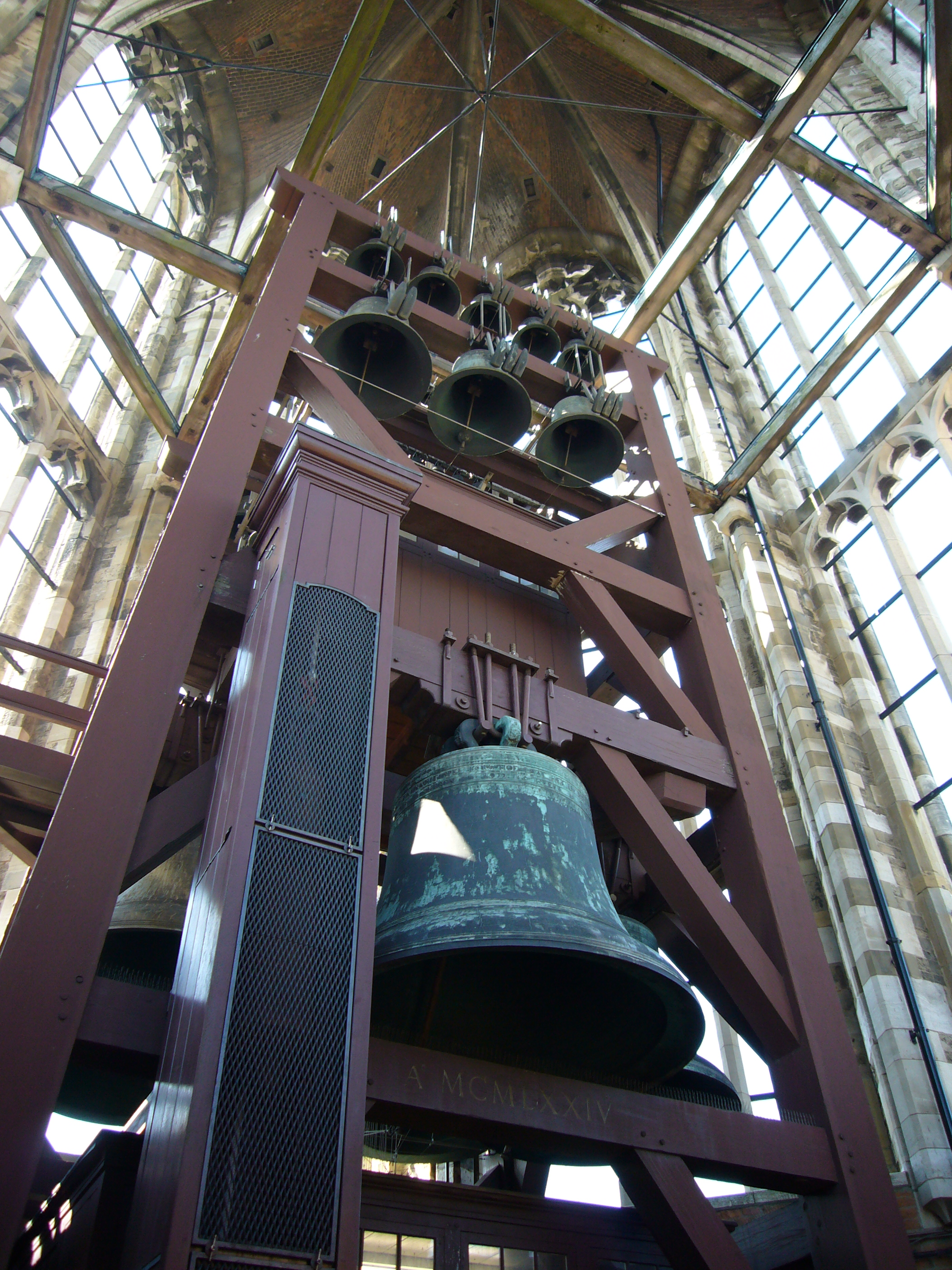
Carillon in de Domtoren in Utrecht, met kanon om de grote speeltrommel aan te drijven in de kast links
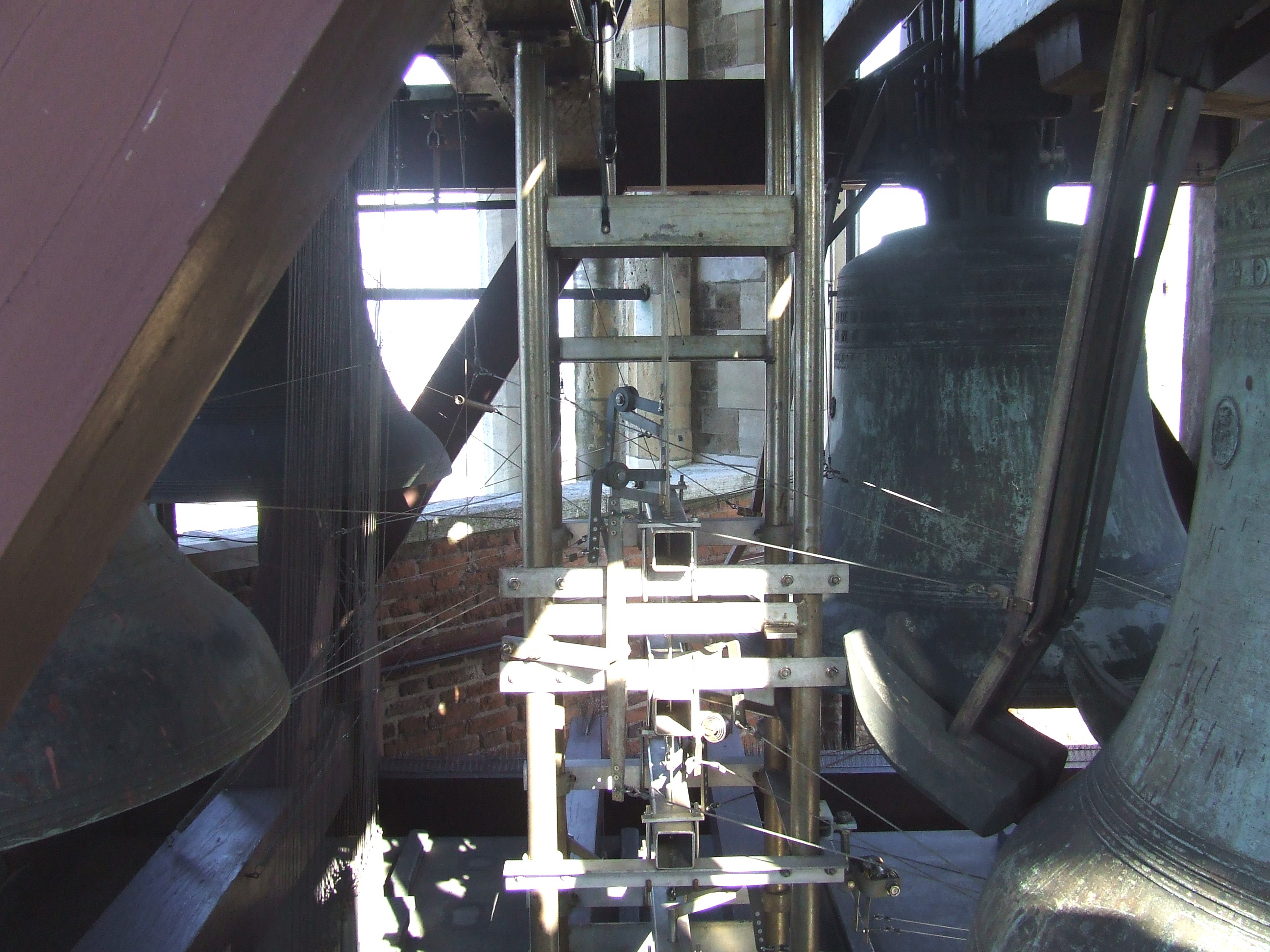
Gerichte tuimelaars op de bassen van de beiaard in de Domtoren in Utrecht
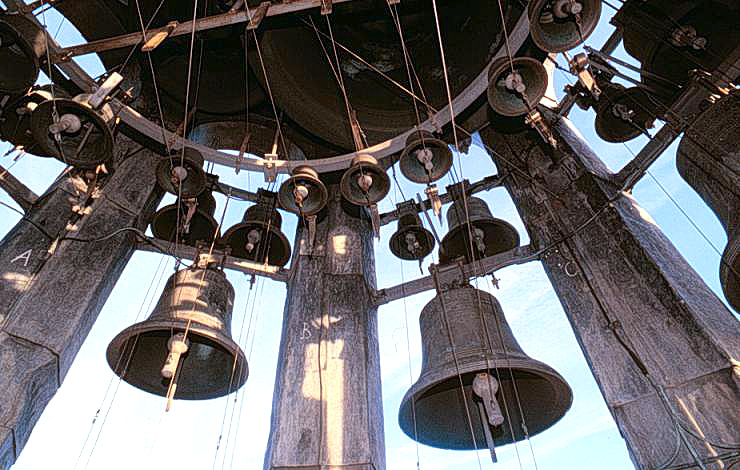
Carillon in de Munttoren te Amsterdam

## Opleiding

### Vlaanderen
De professionele opleiding (niveau Master) tot beiaardier kan worden gevolgd aan:
- de Koninklijke Beiaardschool Jef Denyn, Bruul 52 te Mechelen
- het Lemmensinstituut te Leuven.

Ter voorbereiding op de professionele opleiding kan men ook aan sommige muziekacademies als keuze-instrument voor beiaard kiezen, zo onder meer in Dendermonde, Deinze, Neerpelt en in Lier.

### Wallonië
Opleidingen tot beiaardier worden gegeven aan:
- het Institut supérieur de musique et de pédagogie (IMEP) te Namen
- de Muziekacademie van Aat
- de Muziekacademie van Luik
- de Muziekacademie van Zinnik

### Nederland
- Nederlandse Beiaardschool te Amersfoort, een onderdeel van de Hogeschool voor de Kunsten Utrecht, Faculteit Muziek.
- Carillon Instituut Nederland te Dordrecht.

Daarnaast zijn er amateuropleidingen in Enschede (als vrijetijdsbesteding van studenten aan de universiteit), Rotterdam Erasmus Universiteit en Beiaardcentrum Nederland te Amersfoort.

## Aantallen
Wereldwijd worden beiaarden geregistreerd en geteld binnen de Beiaardwereldfederatie In onderstaande tabel wordt behalve het aantal beiaarden per land of regio ook de dichtheid van beiaarden in die regio's weergegeven. Het grote verschil in dichtheid tussen de Lage Landen en de rest van de wereld wordt zo gedemonstreerd.
| Regio                 | Oppervlakte (km²) | Aantal beiaarden | Aantal per 1000 km² |
| --------------------- | ----------------- | ---------------- | ------------------- |
| Nederland             | 41 526            | 199              | 4,8                 |
| België                | 30 528            | 104              | 3.4                 |
| Vlaanderen en Brussel | 13 683            | 83               | 6.1                 |
| Wallonië              | 16 844            | 21               | 1,2                 |
| Nord, Frankrijk       | 5 743             | 15               | 2,6                 |
| Côte d'Or, Frankrijk  | 8 763             | 5                | 0,57                |
| Denemarken            | 43 098            | 23               | 0,53                |
| Verenigde Staten      | 9 631 420         | 164              | 0,017               |

Het aantal klokken in een beiaard bedraagt meestal wat minder dan 50 – dat zijn vier octaven – maar er zijn ook beiaarden met 60 of 70 klokken.

## Geluidsoverlast, rechtszaken en maatregelen
In Nederland zijn er in de 21e eeuw controverses en zelfs rechtszaken geweest omdat omwonenden geluidsoverlast ondervonden van het klokkenspel. Anno 2019 mag het geluid van een kerkklok niet harder zijn van 70 decibel tussen 07:00 en 19:00, niet harder dan 65 decibel tussen 19:00 en 23:00 en niet harder dan 60 decibel tussen 23:00 en 07:00.

## Musea
Wereldwijd telde de Beiaardwereldfederatie 13 beiaardmusea in 2020, waarvan drie in Nederland en drie in België:
- Museum Klok & Peel in Asten
- Klokkengieterijmuseum Heiligerlee in Oldambt
- Centrum voor Tijdmeetkunde in Ootmarsum
- Stedelijk Beiaardmuseum in Hasselt
- Archief van de Beiaardschool Mechelen[30]
- Klokken- en beiaardmuseum, voormalig museum in Tellin.

## Mobiele beiaarden

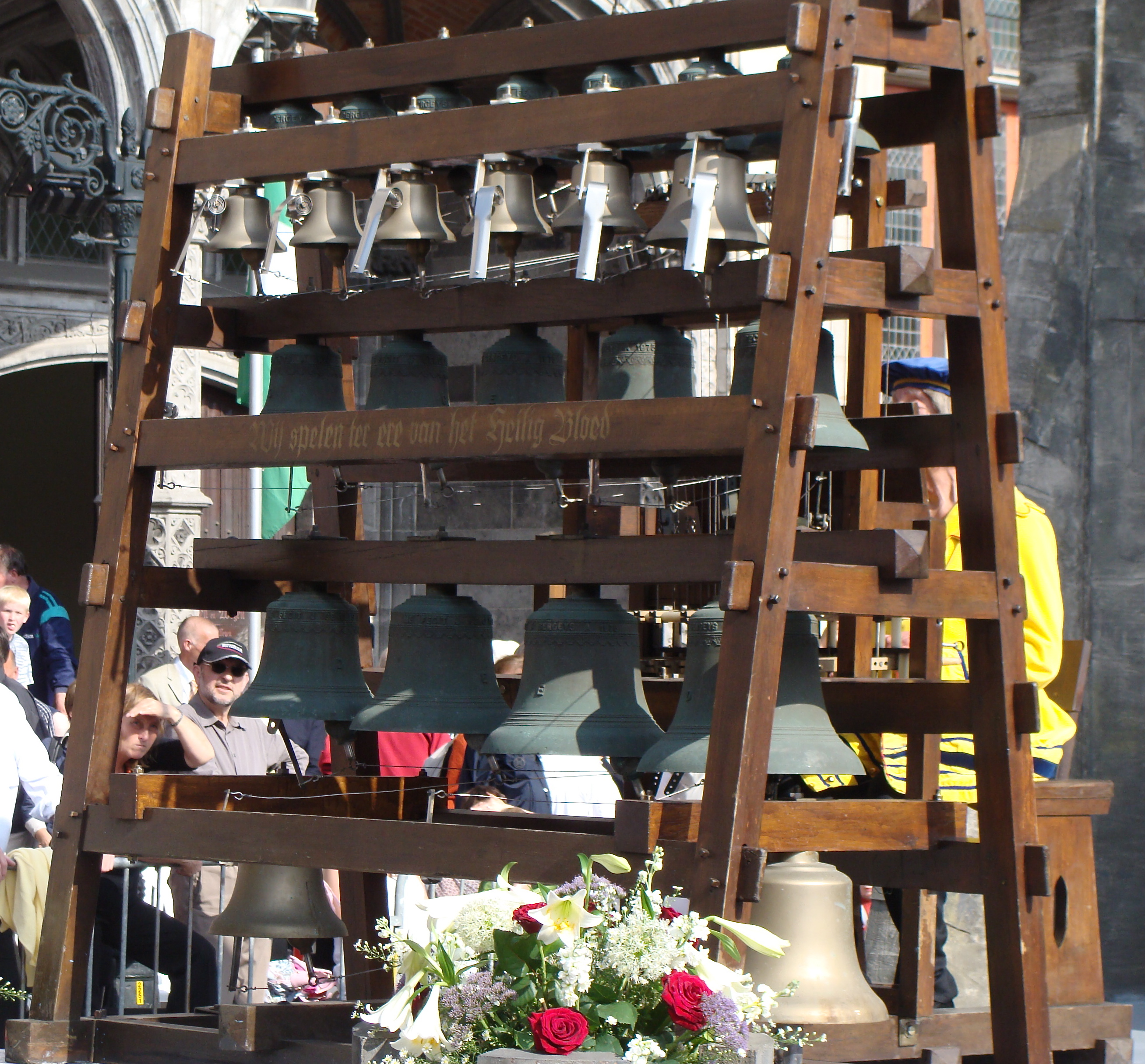
Een mobiele beiaard in Brugge, België, gebruikt voor de Heilig Bloedprocessie, in mei 2009.

Beiaardklokken worden ook opgesteld op verplaatsbare wagens, en bespeeld voor het opluisteren van festivals en evenementen. De Beiaardwereldfederatie telde in 2020 zo'n achttien mobiele beiaarden, waarvan drie in België en twee in Nederland.

## Filmpjes met muziekvoorbeelden
- Inleidend filmpje "The Carillon"
- Frank Steijns bespeelt de beiaard van de Sint-Servaaskerk in Maastricht, samen met het orkest van André Rieu
- Twee oude filmpjes over klokkengieten en beiaarden (voor 1930)
- Addie de Jong op beiaard Sint-Laurens Rotterdam 1988 'Klanken door de eeuwen heen'
- Jo Haazen speelt preludium II van Matthias Vanden Gheyn op de beiaard van de Sint-Romboutskathedraal in Mechelen
- Uitleg over de beiaard van de Sint-Gammaruskerk te Lier
- Prelude I van Joannes Franciscus Volckerick door Galina Elshaeva op de beiaard van St.Petersburg

### Beiaardverenigingen
- Beiaardwereldfederatie (BWF) (World Carillon Federation, WCF - Fédération Mondiale du Carillon, FMC)[32]
- Vlaamse beiaardvereniging
- Waalse beiaardvereniging
- Nederlandse klokkenspel-vereniging
- Noorse beiaardvereniging
- Noord-Amerikaanse beiaardvereniging
- Zwitserse beiaardvereniging
- Australische beiaardvereniging
- Britse beiaardvereniging
- Duitse klokkenspelvereniging
- Litouwse beiaardvereniging
- Franse beiaardvereniging
- Poolse beiaardvereniging
- Catalaanse beiaardvereniging[dode link]